# Fats Domino
Pour les articles homonymes, voir Domino.

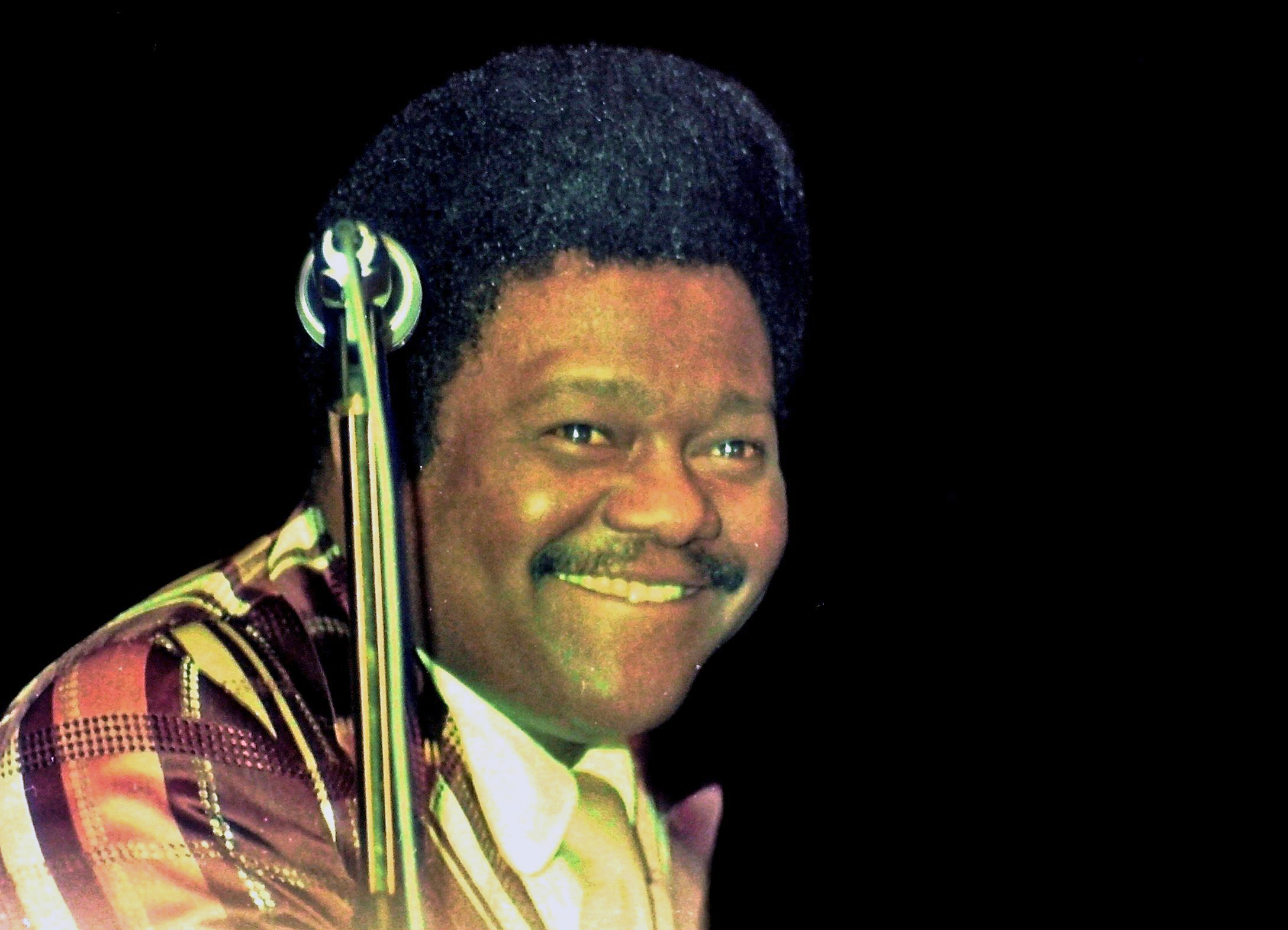
Fats Domino en 1977.

Antoine Dominique Domino Jr., dit Fats Domino, né le 26 février 1928 à La Nouvelle-Orléans et mort le 24 octobre 2017 à Harvey (Louisiane), est un pianiste, chanteur, compositeur, et chef d'orchestre américain de rhythm and blues, l'un des pionniers du rock 'n' roll, auteur du rock Ain't That a Shame et le plus célèbre interprète de la ballade de 1940 Blueberry Hill.
Grande figure du jump blues il est un des personnages clés de la transition entre le rhythm and blues et le rock 'n' roll. Et surtout un des pionniers de la soul music de la Nouvelle-Orléans. Il illustre parfaitement le phénomène du crossover où des produits musicaux conçus par des Noirs, pour des Noirs, deviennent des succès de l'univers blanc.
En 2006, il enregistre Alive And Kickin pour venir en aide aux musiciens néo-orléanais sinistrés par l'ouragan Katrina.

## Biographie
Domino est le nom d'une ancienne famille créole francophone venue travailler dans les plantations de sucre en Louisiane. Le père de Fats Domino, Antoine « Calice » Domino, épouse Donatile Gros. Ils demeurent pauvrement dans une des 27 ancienne cases d'esclaves de la plantation Webre-Steib (détachée de la Plantation Laura), située à quelques kilomètres de la frontière du Mississippi. Ils ont huit enfants qu'ils élèvent en anglais bien que leur langue d'origine soit le créole louisianais. Pour ces créoles catholiques, après la messe du dimanche, viennent la fête et la danse. La famille garde en effet ses valeurs créoles rurales : travailler dur, se faire plaisir, être une famille soudée. Durant le milieu des années 1920, le frère de Calice, Gustave, prend possession de terres dans la neuvième circonscription de la Nouvelle-Orléans (neuvième ward de la Nouvelle-Orléans (en)), où la famille de Calice déménage dans un duplex. Le 26 février 1928, le dernier fils de Calice naît à La Nouvelle-Orléans : Antoine Dominique Domino Junior.

### Enfance
Antoine est le benjamin de la famille. Très timide et solitaire, il est débrouillard et déterminé. Son sobriquet est « 'Tit frère ». Dès son plus jeune âge, Antoine adore la musique. La famille possède un vieux gramophone qu'il écoute toujours en gardant le rythme, claquant des doigts sur diverses chansons du genre blues et jazz. Lorsqu'Antoine atteint dix ans, sa famille hérite d'un piano tellement vieux que la rouille apparaît à travers l'ivoire des touches. Son beau-frère, Harrison Verrett (joueur de banjo dans des groupes de jazz locaux), qui fait à la fois figure de père et de mentor pour Antoine, lui montre les accords de base en inscrivant les notes sur les touches du piano pour qu'il puisse bien les apprendre. En très peu de temps, Antoine ne veut plus jouer que du piano. Ses parents, qui l'écoutent pratiquer pendant des heures tous les jours, installent le piano dans le garage. C'est là qu'il apprend les chansons qu'il entend à la radio. Sauf en musique, Antoine a des difficultés à l'école. À onze ans, en quatrième année, il abandonne les études pour travailler dans une manufacture.

### Découverte d'un virtuose
À part quelques leçons de musique données par Verrett, ses connaissances musicales sont acquises en écoutant le juke-box qui joue du blues et du boogie d'artistes comme Amos Milburn, Charles Brown, Louis Jordan, Pete Johnson, et Meade Lux Lewis. Dès l'âge de quatorze ans, il fait déjà les circuits des boîtes à chanson autour de La Nouvelle-Orléans. Il rencontre, à cette époque, Robert « Buddy » Hagans, un saxophoniste amateur qui devient son partenaire musical pour les vingt-cinq années suivantes. À ce duo, se joignent le batteur Victor Leonard et le guitariste Rupert Robertson. Sa popularité augmente grâce à son interprétation de la chanson Swanee River Boogie d'Albert Ammons, une reprise du classique de Stephen Foster Old Folks at Home. Les « fans » entrent dans les clubs juste pour entendre cette chanson. Le 15 mai 1948, Antoine et Buddy se présentent au bureau du syndicat pour musiciens noirs et payent 12 $ pour leurs cartes de membres. La carte était nécessaire afin de pouvoir jouer hors de la ville dans la boîte de nuit « Robin Hood », où Paul Gayten et Annie Laurie ont joué avec le bassiste bien-aimé, Billy Diamond. Après le spectacle d'Antoine, suivi d'applaudissements et de cris d'approbation par l'audience, Billy Diamond le présente sous le nom de « Fats » Domino, le comparant au célèbre Fats Waller. Cette première référence à sa taille imposante devient son « trademark ». Bien qu'atteint par ce sobriquet, Antoine finit par le garder car c'est un terme chic et populaire durant cette époque. Sa carrière perce vraiment dans la « musique biz » lorsqu'il fait des tournées avec le groupe de Billy Diamond. À l'âge de 21 ans, Fats attire la foule au club Hideaway où il a des représentations trois soirs par semaine avec son propre groupe. Le point tournant de sa carrière arrive lorsqu'un agent d'Imperial Records, Dave Bartholomew, trompettiste-artiste-compositeur, à la recherche de talents, vient voir son spectacle dans le club. Il a entendu parler de lui. Fats signe un contrat avec Imperial Records en novembre 1949. Son gérant est maintenant Lew Chudd, le propriétaire d'Imperial Records.

### Carrière musicale

#### 1949-1960
Dave Bartholomew est devenu le principal collaborateur de Fats. Ensemble, ils composent, transforment et arrangent des morceaux pour que Fats puisse ensuite les enregistrer. La première chanson transformée est le classique The Junker's Blues que Chudd trouvait inapproprié comme chanson pour le grand public. Ils changent les paroles, modifient la mélodie et l'intitulent The Fat Man. Cette version considérée radicale par sa cadence et sa distorsion émotionnelle devient la base de la musique populaire appelée rock 'n' roll. Lew Chudd peut faire jouer cette chanson sur les stations de radio pop. Après ce grand succès, il obtient sa première tournée aux alentours de la Louisiane. Sa chanson Every Night, avec ses fameux triolets lui donne un contrat pour jouer dans le club Desire durant l'année 1950. À son départ du club, Desire perd sa popularité. Fats commence sa deuxième tournée avec les membres des groupes de Bartholomew à la mi-novembre de cette même année.
En 1951, Fats Domino signe un nouveau contrat de quatre ans avec Imperial Records. Quant à Bartholomew, il quitte son poste, disant qu'il est trop difficile de composer et de créer des arrangements musicaux avec Fats Domino, mais il ne s'éloigne pas longtemps. Même sans Bartholomew, Fats évolue toujours. Il apparaît dans son premier film où il fait une annonce publicitaire pour Dr Daddy-o's Jax Beer. Son grand sourire invitant de cette campagne fait partie de son succès. Ses musiciens, pour une nouvelle tournée, sont : Buddy Hagans au saxophone, Billy Diamond, bassiste et gérant de la tournée, Cornelius « Tenoo » Coleman à la batterie, Wendell Duconge, au saxophone alto et Walter « Papoose » Nelson, le guitariste. John « Little Sonny » Jones est son chanteur d'ouverture. Durant les quarante ans de sa carrière, certains musiciens partent ou lâchent, se faisant remplacer, revenant parfois. Mais en grande majorité durant le paroxysme de sa renommée, c'est ce groupe de musiciens qui l'accompagne.
En 1952, Fats enregistre ses plus grands succès. Parmi eux figure la chanson Goin' Home, devenue son premier no 1 au palmarès rhythm and blues (r&b) et no 30 au palmarès pop en juin. Il présente son plus grand spectacle dans la salle de bal Pentagon où 700 admirateurs viennent l'écouter. Le 6 mars 1954, Fats Domino est nommé l'artiste r&b ayant le plus de ventes au palmarès juke-box.
En 1955, Bartholomew revient. Il est admis que Fats Domino a souvent l'idée initiale pour les nouvelles chansons, mais que tous les arrangements viennent de lui. Il critique jalousement Fats Domino, ses mélodies ou ses paroles trop simples comme son hit Ain't That a Shame, qu'il écrit et enregistre cette année-là. Cette chanson va devenir son premier grand succès à l'échelle nationale, ainsi que I'm Walkin' et All by Myself. De son côté, Domino estime que les chansons de Bartholomew, telles que Blue Monday et I Hear You Knocking, sont trop élaborées. Néanmoins, chanté par Fats Domino, Blue Monday est reçu comme un mélange des traditions du « barrelhouse blues » et du « street rhythm ». Les critiques jugent ce duo comme la première grande et superbe équipe de compositeurs rock 'n' roll. Atlantic Records, à son tour, encourage leurs artistes, tels que Screamin' Jay Hawkins, Bobby Darin et Ray Charles à tenter d'imiter le style de Fats Domino. Le 9 juillet 1955, Fats Domino devient le deuxième artiste r&b à gagner le « Billboard Triple Crown Award » avec le plus grand nombre de ventes en r&b, ainsi qu'aux palmarès juke-box et « Disc Jockey ». En septembre, il enregistre une autre chanson, Poor Me, qui devient no 1 au classement r&b. Sa musique devient de plus en plus populaire parmi les blancs aussi.

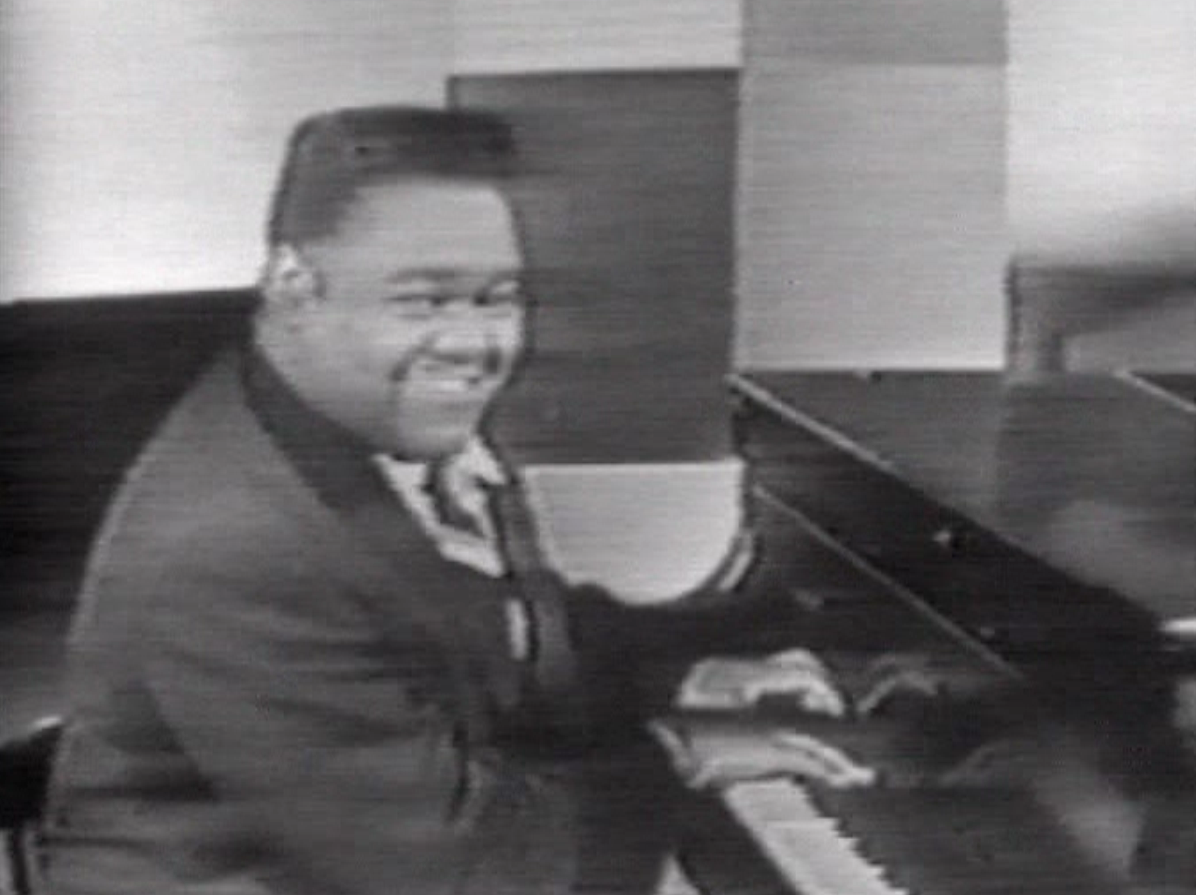
Fats Domino chantant Blueberry Hill lors du Ed Sullivan Show (1956).

Durant la deuxième moitié de la décennie, avec la remontée des autres grands musiciens rock, la carrière de Fats ralentit. En juin 1956, Fats enregistre, sous l'étiquette Master Records, une nouvelle version modifiée du vieux classique Blueberry Hill, une chanson Tin Pan Alley, écrite originellement pour Gene Autry en 1940 pour son film The Singing Hill (en). Elle devient la chanson de son répertoire la plus célèbre, même aujourd'hui. Elvis Presley, en outre, donne son soutien à Fats en déclarant son admiration pour le talent du pianiste. Ce lien avec Elvis contribue à sa popularité. En avril 1957, après 22 semaines, la chanson School Days de Chuck Berry, vole la première position au palmarès r&b jusqu'alors monopolisée par Fats Domino. À l'automne 1957, sa tournée s'étoffe pour faire des spectacles dans le nord du pays. À New York, il est intimidé par le fait que les spectateurs lancent des œufs aux artistes qu'ils n'aiment pas. Cette tournée lui permet de jouer aux côtés d'autres grands musiciens du rock 'n' roll (r&r) comme Buddy Holly, the Drifters, the Everly Brothers et plusieurs autres en spectacle et dans des émissions importantes de l'époque comme celles d'Alan Freed's et de Dick Clark's American Bandstand. Cette année-là, Domino amasse 104 000 $ de sa tournée de la côte Pacifique dont 46 405 $ à son profit. Il gagne aussi cinq mille dollars pour son rôle dans le film The Big Beat. En 1958, Fats enregistre vingt autres chansons qui deviennent des succès et en 1959, six autres.

#### 1960-1979

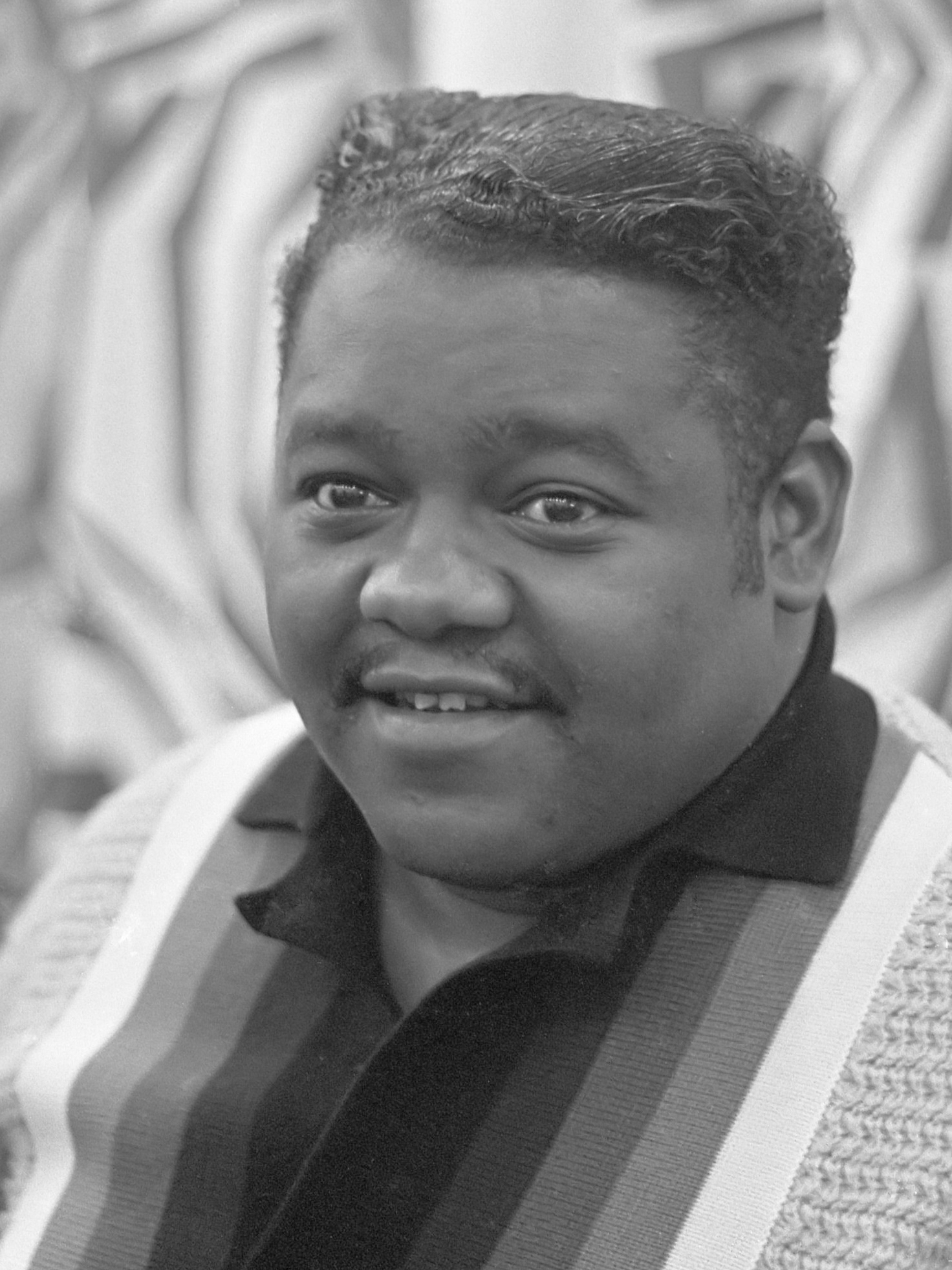
Fats Domino (1962).

Au début des années 1960, on ne compte plus guère aux États-Unis, et avant la British Invasion, d'artistes de rock 'n' roll de grande envergure autres que Fats Domino et ses disciples tels que Lloyd Price, Wilbert Harrison, Phil Phillips et Frankie Ford. Buddy Holly et Eddie Cochran sont morts, Bo Diddley est ruiné, Gene Vincent brisé. Après son passage à l'armée, Elvis Presley s'est considérablement adouci, Little Richard étudie la théologie, Jerry Lee Lewis fait scandale et Chuck Berry se fait emprisonner. Alors que Domino a survécu à ses confrères musicaux contemporains du r&b, il est maintenant seul parmi les grands du rock. À l'âge de 32 ans, après une décennie chargée de tournées, il est fatigué. Sa difficulté à se convaincre de continuer ce mode de vie (voyager et faire la fête) transparaissent de manière évidente dans les thèmes de chansons comme Walking to New Orleans et Before I Grow too Old. Cette même année, Roy Montrell remplace le guitariste Papoose Nelson, mort d'une overdose. Montrell devient le nouvel agent de tournée du groupe et restera parmi l'entourage de Fats pendant dix-sept ans. En avril 1962, il réalise sa dernière session en studio avec la compagnie Imperial Records. En 1964, il signe un nouveau contrat avec ABC – Paramount Records.
Cette année-là, quand survient l'« invasion » des groupes britanniques de rock, diminue la fréquence des chansons de Fats Domino diffusées à la radio. En janvier 1965, celui-ci enregistre huit chansons pour son troisième album chez ABC. Peu de temps après, il rompt son contrat et signe avec Mercury Records. Toujours en collaboration avec Bartholomew, il va enregistrer I Left My Heart in San Francisco. Il fait moins de tournées et prend de plus en plus de semaines de congés. En 1966, Mercury propose une nouvelle idée pour un album appelé Southland USA qui aurait comme thème principal le Sud et La Nouvelle-Orléans. Même après plusieurs incitations, Fats n'aura jamais le goût de le terminer. Ce n'est qu'en mars 1967, que Fats tente sa première tournée dans toute l'Europe, et obtient un franc succès au Saville Theatre (en) de Londres. Paul McCartney prend même une journée de congé lors de ses enregistrements de l'album Sgt. Pepper's Lonely Hearts Club Band, afin d'assister à l'un de ses spectacles. En mars 1968, Fats signe un nouveau contrat avec Reprise Records. Dans les années 1970, il fait des tournées internationales dont un spectacle au Sydney Opera House. En octobre 1977, au spectacle de Richard Nader Oldies dans le Madison Square Garden, Fats ouvre son spectacle avec Blueberry Hill qu'il joue en l'honneur d'Elvis Presley, décédé quelques mois auparavant.

#### 1980-2006

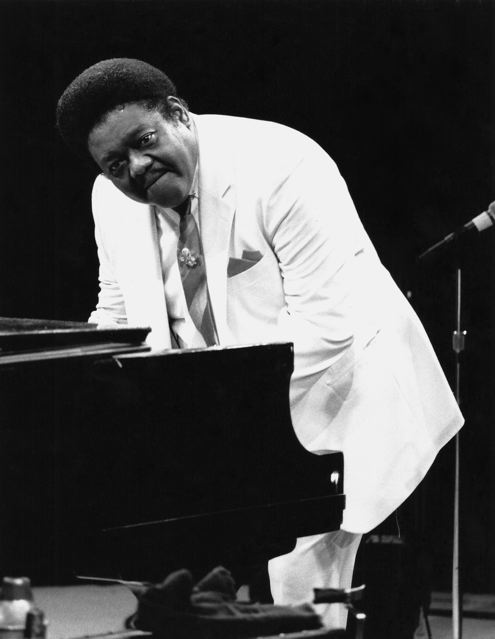
Fats Domino dans les années 1980.

En 1980, Fats Domino s'embarque à nouveau pour une tournée en Europe. Il profite d'un autre élan de publicité durant cette décennie. Après avoir été invité spécial au Late Show avec David Letterman et plusieurs annonces publicitaires, il devient de plus en plus fermé. Il refuse plusieurs offres télévisées ainsi que des rôles dans des films et des offres de Johnny Carson et Dick Clark qui vient le visiter personnellement à La Nouvelle-Orléans. Il a aussi refusé toute proposition de créer un documentaire sur sa vie et sa carrière. Le 23 janvier 1986, il est déclaré comme un des dix plus grands premiers artistes au Rock and Roll Hall of Fame avec Elvis Presley, Chuck Berry, Little Richard, Jerry Lee Lewis, Sam Cooke, James Brown, The Everly Brothers, Buddy Holly et Ray Charles. Sa tournée suivante en Europe, au printemps, est diffusée à la télévision. En décembre 1987, il reçoit le « Grammy Lifetime Achievement Award » aux côtés de B. B. King et de Ray Charles qui eux, avaient gagné quelques « Grammy’s », alors que Fats Domino n’en avait jamais eu. En novembre 1988, il chante dans le concert des légendes du rock 'n roll, qui est vu par des centaines de millions de téléspectateurs. Cette même année, Paul McCartney lui rend hommage en enregistrant trois de ses chansons y compris Lawdy Miss Clawdy.
Le 2 mars 1995, la fondation du r&b remet à Fats Domino le « Ray Charles Lifetime Achievement Award » à Los Angeles. Cette même année, lors de sa tournée en Europe avec Ray Charles et Little Richard, il contracte à deux reprises une pneumonie. Finalement, il perd sa voix et termine prématurément sa tournée. Ça sera sa dernière visite en Europe. En 1996, quatre décennies après ses débuts sur les stations de radio, Blueberry Hill est le numéro 13 au palmarès des 40 meilleures chansons de tous les temps sur le palmarès juke-box. En mai 1997, Fats Domino joue son premier spectacle jazz depuis deux ans, qui sera suivi par une série de spectacles à divers intervalles dans les alentours de la Louisiane : ce seront surtout des concerts gratuits pour des causes spécifiques. Le 10 juin 1997, Fats Domino et Dave Bartholomew sont honorés dans le « Songwriters Hall of Fame ». Le 5 novembre 1998, Bill Clinton lui remet la médaille nationale des Arts, acceptée en son nom par sa fille aînée Antoinette, car cela ne le tentait pas de sortir de sa maison cette semaine-là. En 1999, cinquante ans après son premier enregistrement, il donne plusieurs concerts avec Dave Bartholomew, après une séparation de douze ans.
Au printemps 2006, Fats Domino sort son dernier CD appelé Alive and Kickin’ pour aider les musiciens amateurs de la région de La Nouvelle-Orléans, cause soutenue par la fondation Tipitina’s.

### Vie privée
En 1947, Antoine tombe amoureux d’une jeune femme appelée Rosemary Hall, qui est la fille d’une de ses grandes admiratrices. Le 6 août de cette même année, la jeune fille de dix-sept ans épouse Antoine qui a dix-neuf ans. Pour son vingtième anniversaire, Fats est le père d’une petite fille. En tout, lui et sa femme auront huit enfants qu’ils nomment Antoinette, Antoine III, André, Andrea, Anatole, Anola, Antonio et Adonica.
Sa carrière l’oblige à déménager à Los Angeles, devenu son deuxième domicile et son lieu de plaisirs. Il commence à boire énormément et à fréquenter des femmes. Il compose les chansons Please Don’t Leave Me et Rose Mary pour raconter son dilemme face à son nouveau style de vie, ses sentiments de culpabilité et de tristesse car il s’ennuie de sa famille. Sa seule addiction est l’alcool. Il évite les problèmes de drogue alors que, souvent, il doit payer les amendes et les contraventions de ses musiciens - qui se font arrêter en possession de drogue - afin qu’ils puissent jouer un spectacle. Son guitariste Papoose Nelson entre autres, dépense tout son argent pour les drogues, vendant même sa guitare sachant que Fats lui en achètera toujours une nouvelle afin qu’il puisse jouer. Ses mauvaises habitudes prennent de l’ampleur à mesure que son succès augmente. Sa dépendance à la boisson et ses habitudes de côtoyer des femmes font qu’il arrive souvent en retard à ses concerts ou aux sessions de studio. Parfois, il manque complètement les concerts et la foule, déçue, le fait savoir. Diamond, qui se sent responsable, plaide pour lui-même afin d’arriver à temps. Incapable de changer ses comportements, Diamond quitte le groupe à la fin de 1956.
Sa vie de débauche n'empêche pas Fats Domino de rester proche de sa femme. Il l'appelle tous les jours lorsqu’il est en tournée et lui envoie souvent de l’argent. À maintes reprises, il se dit malade et annule des spectacles pour retourner à La Nouvelle-Orléans. Alors que sa ville natale demeure toujours son chez-soi principal, sa renommée et sa fortune l’ont toujours éloigné de ses frères et sœurs.
Fats Domino est un homme qui fait aisément confiance. Il est facilement manipulable par son entourage comme le fit Charles Levy Jr., son avocat qui a procuration sur ses biens. C'est après avoir pris des cours de gestion à la YMCA, à l'initiative de sa femme, qu'il remarque à quel point son avocat l'a volé. Deux autres aussi le manipulent, Roy Montrell qui va jusqu’à ruiner ses spectacles afin de s’assurer que Fats lui donnera toujours l’argent qu’il demande et son batteur Smokey Johnson qui a lâché le groupe six fois afin de pouvoir demander une augmentation de salaire à chaque fois que Fats a besoin de lui.
Le manoir rose et blanc que Fats fait bâtir en 1960 pour 200 000 $ à Lower Ninth Ward (en), à La Nouvelle-Orléans, est longtemps une curiosité touristique. C’est dans ce modeste quartier à l'écart du centre-ville, majoritairement ouvrier et noir, qu'il a toujours habité. Des vigiles parcourent la propriété afin d’assurer la sécurité. Plusieurs de ses « fans » cognent à sa porte pour le rencontrer. Alors que sa femme n’aime pas ces intrusions dans sa vie privée, Fats Domino lui, ne refuse jamais ces rencontres. En vérité, Rosemary n’a jamais aimé ce changement de style de vie et ces richesses matérielles tant aimées par son mari. Fats s’achète jusqu’à quatre nouvelles voitures par an. Fats, sa femme et plusieurs de ses enfants vivront des décennies dans ce quartier, jusqu'à l'ouragan Katrina. Fats Domino passe la plupart de son temps dans une maison annexe de son manoir où, s’y sentant tranquille, il peut se reposer.
En septembre 1965, l’ouragan Betsy frappe fortement Lower Ninth Ward. La famille Domino s'installe au deuxième niveau du manoir durant la tempête. Domino a abandonné ses musiciens à Détroit pour rejoindre sa famille. Sur place, il doit naviguer en bateau.
Le 6 août 1997, Fats et Rosemary célèbrent leur cinquantième anniversaire de mariage. Fats passe maintenant presque son temps à la maison comme il l’avait promis dans la chanson composée en son hommage quarante-quatre ans plus tôt. Il a modifié la chanson Rose Mary afin qu’il soit plus en phase avec l’évolution de leur mariage.
Le 29 août 2005, à l’âge de 77 ans, Domino et sa famille refusent d'évacuer leur maison lors de l’ouragan Katrina qui détruit leur quartier. Ce soir-là, la police du port de La Nouvelle-Orléans sauve, avec un bateau « Boston Whaler » de 22 pieds (6,7056 m), 200 personnes, parmi lesquelles Fats Domino, sa femme, cinq de ses enfants, deux gendres et trois petits-enfants. Ils passent un mois avec leurs deux autres enfants au Texas. De retour dans sa ville natale, il décide de construire une nouvelle maison, de l’autre côté de la rivière Mississippi et de La Nouvelle-Orléans. C’est là qu’il demeure jusqu'à sa mort le 24 octobre 2017,.

## L’héritage artistique de Fats Domino
On peut attribuer à Fats d’avoir donné un style et un son particuliers à la musique rock, dite révolutionnaire à l’époque, même s'il y avait peu de paroles choquantes ou scandaleuses. Pour Fats, ses chansons n’étaient pas révolutionnaires et ne faisaient qu’amplifier ses racines et ses traditions afro-américaines d’origine créole et catholique, mais elles étaient nouvelles pour la majorité de la population américaine. C’était plutôt une menace au statu quo des blancs dans la musique.
Il est reconnu pour son r&b sensuel d’origine créole que les musiciens et musicologues identifient souvent comme du « boogie-woogie ». Ce qui le distingue des autres musiciens, même ceux qui ont repris ses chansons, c’est son rythme original et unique (qu’il appelait le « Big Beat ») et sa voix enrouée. Ce « Big Beat » est vite devenu synonyme de l’expression rock'n'roll permettant facilement aux spectateurs de danser au rythme de ses chansons. Son rythme syncopé fut la racine du ska jamaïcain, précurseur du reggae. Ses notes triolets, au piano, sont utilisées dans tous les genres de musiques populaires.
Fats Domino est parmi les dix premiers honorés dans le Rock and Roll Hall of Fame. Lors de la cérémonie, Billy Joel le présente en le remerciant d'avoir donné au piano tant d’importance dans les instruments du rock'n'roll.
Même si Domino a été l’artiste rock'n'roll le plus célébré, avec le plus grand nombre de fervents admirateurs (après Elvis) dans les décennies 1950 et 1960, il est aujourd’hui celui qui est le plus oublié, étant même absent des grandes encyclopédies de la musique rock, telles que « The Rough Guide to Rock » et « The Great Rock Discography (1re édition) ».

### Hommage et inspiration
Pat Boone a voulu enregistrer sa propre version de Ain't That a Shame en changeant le titre en « Isn’t that a Shame ».
L’interprétation de Rose Mary par Slim Whitman’s a été la chanson la plus vendue en Angleterre en 1955.
Chubby Checker a choisi son nom en hommage à Fats Domino (Chubby est synonyme de « Fats », et Checker est synonyme de « Domino »). Plusieurs autres artistes modernes ont rendu hommage à Fats Domino en faisant une reprise de ses chansons comme Brian Wilson, Sheryl Crow, Van Morrison, ainsi que des artistes reggae comme Yellowman et Billy McLean.
On lui attribue parfois d'avoir inspiré les grands musiciens de rock de ces mêmes années tels que Chuck Berry, Little Richard, Jerry Lee Lewis et Elvis Presley. En plus, des groupes tels que The Beatles et The Rolling Stones admettent avoir été influencés par Domino à leurs débuts. Plusieurs groupes britanniques avaient à leur répertoire des reprises de ses chansons comme The Animals, The Searchers et The Mindvenders.
L’interprétation stylisée de la chanson Tin Pan Alley I'm Ready, est devenue à nouveau populaire avec des reprises par The Band, Elton John, The Beatles, Keith Richards et Bruce Springsteen.

## Identité sur scène
Ce qui a aidé à sa popularité, c'est son image facilement reconnaissable d’un océan à l’autre des États-Unis. C’est un homme rond et gros, aux cheveux courts et aplatis, affichant un sourire éclatant, presque angélique. En 1972, son image est légèrement modifiée car il a perdu 200 livres (soit environ 90 kilogrammes) et arbore une coiffure afro.
Quelques-uns de ses titres les plus populaires sont cités dans les dictionnaires du jazz : The Fat Man (1949), My Blue Heaven , Ain't That a Shame, Please Don't Leave Me (1955), Blueberry Hill (1956), I'm Walking (1957), I Miss You, (1959), Lady Madonna, 1968.

## Points saillants
Fats Domino est aussi cité parmi les grands pianistes de boogie-woogie.
Lorsque Fats Domino tournait dans le sud des États-Unis, il était très difficile pour son groupe de se nourrir, de dormir et même d’aller aux toilettes, car la ségrégation était encore un énorme problème à cette époque. Les blancs aventureux commençaient à venir voir ses spectacles par curiosité où ils devaient payer 1,00 $ pour s’asseoir au balcon loin des noirs qui, eux, devaient payer 1,50 $ la place dans la salle de bal.
Les spectacles de Fats Domino furent le début de l’intégration des races. Plusieurs villes allaient même jusqu’à lui interdire l’entrée pour jouer, car ses spectacles interraciaux, plus que n’importe quel autre artiste rock des années 1950, se terminaient souvent par des émeutes.
Lorsque Fats Domino et son groupe présentèrent leur concert au Ed Sullivan Show, le 18 novembre 1956, son groupe resta caché derrière un rideau afin d’avoir un minimum de visages noirs sur scène. Malgré les circonstances, Fats Domino au piano, arborait son sourire reconnu qui a gagné le cœur de ses fans.
Fats Domino, perfectionniste, aimait jouer ses chansons en concert exactement comme la version de l’album afin de faire plaisir à ses admirateurs. Lorsque Chudd ajouta des chanteuses dans Valley of Tears, la chanson n’a jamais fait le palmarès du r&b et ne devint que n° 6 du palmarès pop. Durant la dernière année de sa vie, Elvis Presley se mettait à la place de son pianiste pour pouvoir jouer à son tour Blueberry Hill sans faute, après tant d'années de leçons données par Fats.

## Citations par d’autres artistes et musiciens au sujet de Fats Domino
« Fats Domino is an out right institution. The man is one of the greatest artists who's ever lived. For twelve years this man was in the Top Ten. I think Fats is a genius. »
— Lloyd Price
« Fats Domino was the Martin Luther King of Music »
— Billy Diamond, parlant de l’effet interracial de la musique de Fats Domino
« He's quite an artist. Nobody can bang a piano like he does. »
— Elvis Presley
« With the press conference over, he had his picture taken with a beaming Fats Domino, who, Elvis insisted to cynical reporters, had been a tremendous influence on him and should be considered the real king of rock 'n' roll. »
— Peter Guralnick, Careless Love: The Unmaking of Elvis Presley

## Discographie
)1949: The Fat Man
- 1955: Carry on Rockin’
- 1956: Rock and Rollin’
- 1956: This is Fats
- 1958: Here stands Fats Domino
- 1958: The Fabulous "Mr. D"
- 1959: Let's play Fats Domino
- 1959: Fats Domino Swings
- 1960: A lot of Dominoes
- 1961: I miss you so
- 1961: Let the four winds blow
- 1961: What a party
- 1962: Twistin’ the Stomp
- 1962: Million Sellers by Fats
- 1963: Here comes...Fats Domino
- 1964: Fats on Fire
- 1965: Getaway with Fats Domino
- 1965: Domino ’65 (Live)
- 1968: Fats is back
- 1970: Fats
- 1974: Live at Montreux - Hello Josephine (Live ’73)
- 1979: Sleeping on the Job
- 2006: Alive and kickin´
- 2007: Greatest Hits - Walking To New Orleans